# Erich Holtz
Erich Holtz (* 18. Dezember 1921 in Grandshagen, Landkreis Greifenberg i. Pom.; † 30. April 2004) war ein deutscher Politiker (SPD) und war Mitglied des Niedersächsischen Landtages.
Holtz absolvierte nach der Volksschule eine Kaufmännische Lehre. Danach arbeitete er in einem Industriebetrieb als Kaufmännischer Angestellter. In den Jahren 1940 bis 1945 nahm er als Soldat am Zweiten Weltkrieg teil. Nach Kriegsende arbeitete er als Angestellter von 1946 bis 1978. Er war Geschäftsführer und geschäftsführender Kreisvorsitzender des Deutschen Gewerkschaftsbundes in Helmstedt.
Holtz trat im Jahr 1946 der SPD bei und wurde Vorsitzender des Ortsvereins Helmstedt, Mitglied des dortigen Unterbezirksvorstandes und schließlich Mitglied des Braunschweiger Bezirksvorstandes. Dem Kreistag des Landkreises Helmstedt gehörte er seit 1948 an, zeitweise als Vorsitzender der SPD-Fraktion im Kreistag. Dem Rat der Stadt Helmstedt gehörte er in den Jahren 1964 bis 1970 an.
Erich Holtz war vom 12. März 1970 bis 20. Juni 1982 Mitglied des Niedersächsischen Landtages (6. bis 9. Wahlperiode). Er erhielt das Verdienstkreuz am Bande und 1. Klasse des Verdienstordens der Bundesrepublik Deutschland.
Holtz war verheiratet und hat zwei Kinder.